# Arcidiocesi di Burgos

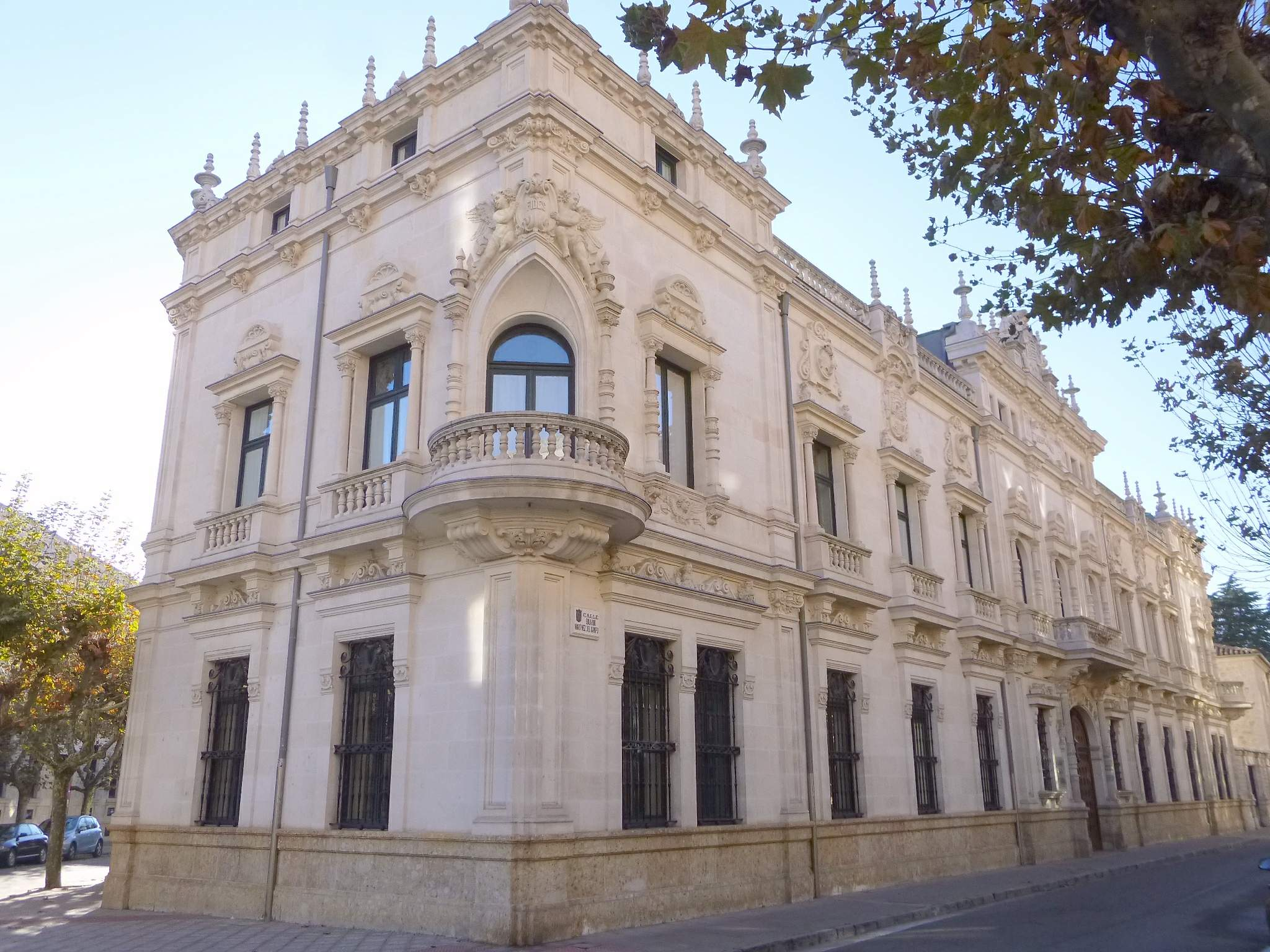
Palazzo arcivescovile di Burgos.

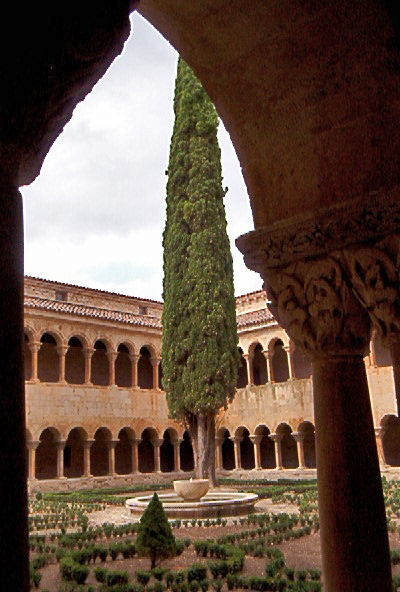
Chiostro del monastero di santo Domingo de Silos.

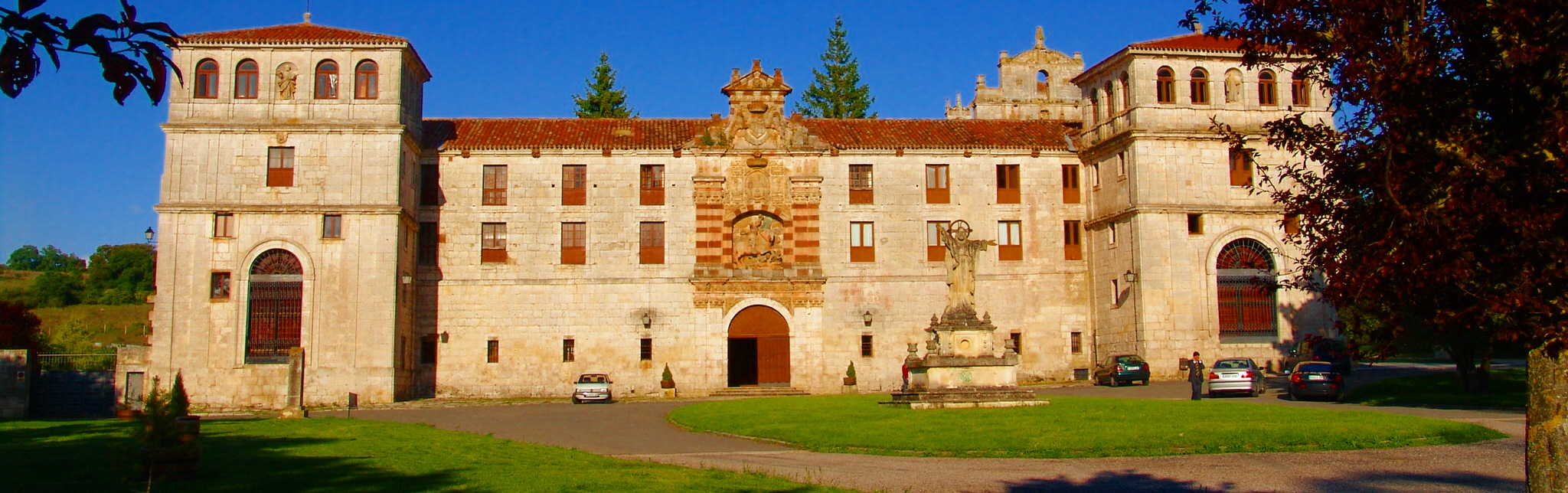
Il monastero di San Pietro di Cardeña.

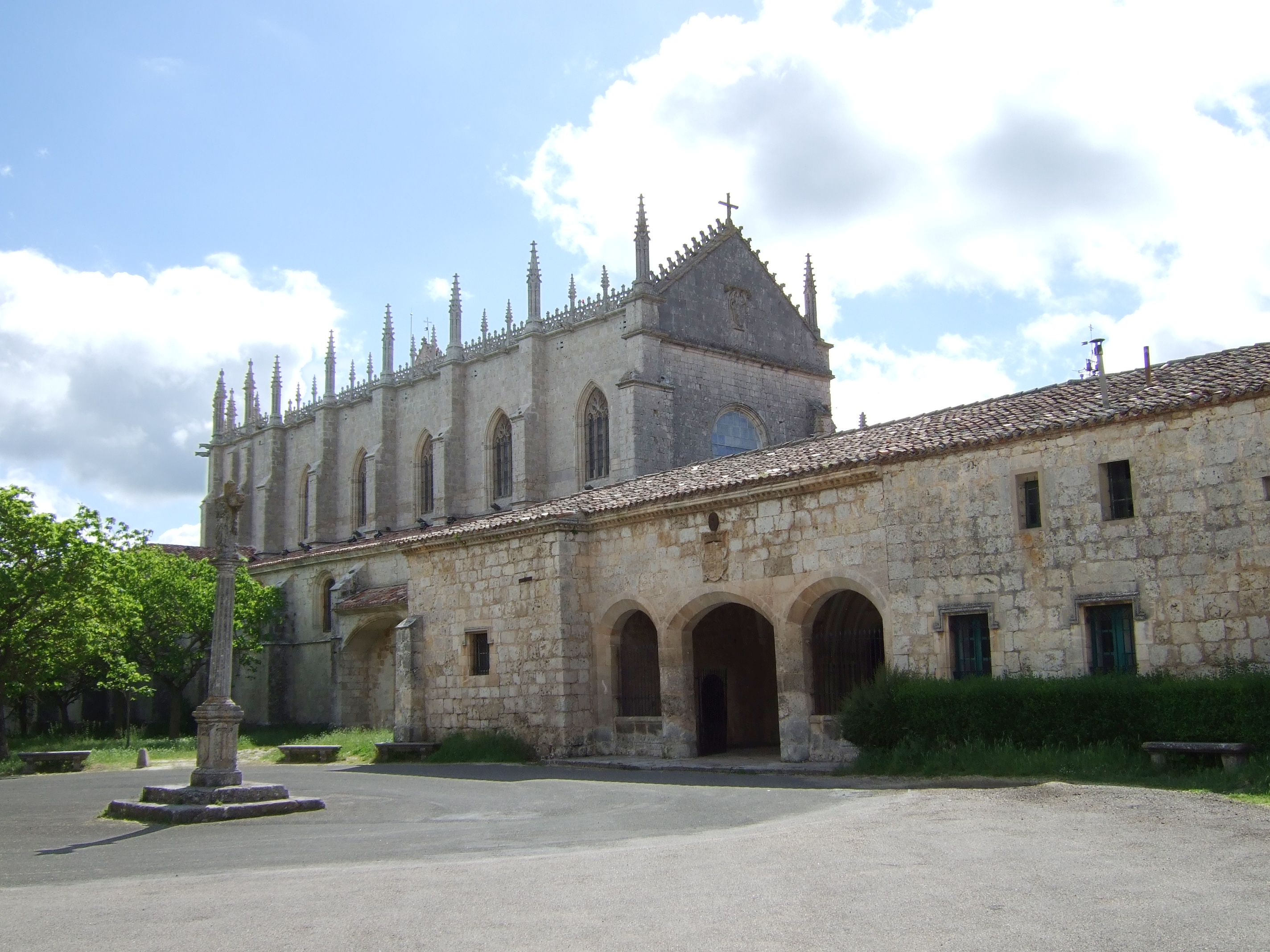
La certosa di Miraflores.

L'arcidiocesi di Burgos (in latino Archidioecesis Burgensis) è una sede metropolitana della Chiesa cattolica in Spagna. Nel 2022 contava 287.144 battezzati su 350.139 abitanti. È retta dall'arcivescovo Mario Iceta Gavicagogeascoa.

## Territorio
L'arcidiocesi comprende la provincia di Burgos.
Sede arcivescovile è la città di Burgos, dove si trova la cattedrale di Santa Maria. A Santo Domingo de Silos si trova la basilica del monastero di San Domenico, uno dei principali centri per il canto gregoriano.
Il territorio, che si estende su 14.022 km² ed è suddiviso in 1.003 parrocchie, raggruppate in 11 arcipresbiterati: Merindades, Miranda de Ebro, Amaya, Oca-Tirón, Burgos-Vena, Burgos-Gamonal, Burgos-Vega, San Juan de Ortega, Arlanza, La Sierra e Santo Domingo de Guzmán.

### Provincia ecclesiastica
La provincia ecclesiastica di Burgos, istituita nel 1574, comprende 4 suffraganee:
- diocesi di Bilbao, eretta il 2 novembre 1949;
- diocesi di Osma-Soria, attestata come diocesi di Osma dal VI secolo; ha assunto il nome attuale il 9 marzo 1959;
- diocesi di Palencia, attestata dal VI secolo;
- diocesi di Vitoria, eretta l'8 settembre 1861.

## Storia

### Sede di Auca/Oca
L'arcidiocesi di Burgos trae le sue origini dall'antica diocesi di Auca, nota come Oca in epoca alto-medievale e corrispondente a Villafranca Montes de Oca. Non si conoscono con esattezza le origini di quest'antica sede vescovile. Una tradizione leggendaria attribuisce la sua fondazione o la nascita della sua comunità cristiana a sant'Indalencio, uno dei 7 varones apostólicos che si dice siano stati mandati da san Pietro e san Paolo ad evangelizzare la penisola iberica. Più verosimilmente, una presenza organizzata di una comunità cristiana si può far risalire alla fine del II secolo o alla prima metà del III secolo; e prelati di Auca, benché sconosciuti, potrebbero essere documentati nel 380 e nel 463/464.
Non si conoscono tuttavia nomi di vescovi di Auca fino al termine del VI secolo. Il primo di questi è Asterio, che prese parte al terzo concilio di Toledo nel 589. Sono noti i nomi di altri quattro vescovi, Amanzio, Litorio, Stercorio e Costantino, grazie alla loro partecipazione ai concili nazionali della Chiesa visigota iberica. La diocesi faceva parte della provincia ecclesiastica di Tarragona.
A partire dai primi decenni dell'VIII secolo, in seguito all'invasione araba che colpì anche il territorio di Auca/Oca, non si hanno più notizie della diocesi e dei suoi vescovi. Nel corso del IX secolo iniziò la riconquista, lenta ma progressiva, di Oca e del suo antico territorio. In questo periodo (IX e X secolo) le fonti coeve documentano l'esistenza di diversi vescovi, che alcuni autori attribuiscono alla sede di Oca. Tuttavia queste fonti pongono alcuni problemi: raramente è indicata la sede di appartenenza dei vescovi menzionati; anche quando è indicata la sede, sono datati in un periodo in cui la città di Oca era ancora in mano araba, dunque difficilmente sede residenziale; inoltre, su buona parte di questi documenti e diplomi, gli autori pongono dubbi di autenticità. Secondo Dorronzoro Ramírez, il primo vescovo certo di Oca dopo la riconquista della città sarebbe Sebastián, documentato dal 929 al 937.
Solo all'inizio dell'XI secolo sono documentati vescovi che certamente appartenevano alla sede aucense. Si tratta di Pedro, documentato dal 1003 al 1024, e di Julián, documentato dal 1028 al 1041.
Alla morte di Sancho di Navarra nel 1035, i suoi possedimenti furono divisi tra i suoi figli. Questa decisione comportò la divisione della diocesi di Oca in due parti, comprese in due reami distinti: al re García toccò il regno di Pamplona, dove era compresa la sede di Oca, mentre a Ferdinando fu assegnata la Castiglia e parte del León, dove si trovava il resto del territorio diocesano con la città di Burgos. Nel 1034 circa, il vescovo Julián stabilì la propria sede nel monastero di San Pietro di Cardeña, a una decina di chilometri da Burgos, città in crescente espansione. Il re García non accettò questo stato di cose e decise di nominare un nuovo vescovo per Oca, nella persona di sant'Atón, vescovo di Valpuesta: è l'ultimo vescovo noto con sede a Oca.

### Sede di Burgos
Il trasferimento della sede vescovile nel monastero di Cardeña segna l'inizio della storia della diocesi di Burgos. Questo fatto deve essere avvenuto fra il 1033 e il 1034; infatti un diploma regio del 2 novembre 1034, confermò Atón sulla sede Aucensis, segno che a quell'epoca Julián si era già trasferito a Cardeña.
Julián continuò a portare il titolo di vescovo di Oca, determinando così la coesistenza per un certo periodo di due vescovi con lo stesso titolo Aucensis. Anche il successore di Julián, Gómez I, si fregiò dello stesso titolo, documentato per l'ultima volta nei diplomi coevi nel 1055; da allora prevarrà il titolo Burgensis. Durante l'episcopato di Jimeno I (1059-1068) furono pian piano soppresse le varie diocesi esistenti nel territorio (Amaya, Muñó e Valpuesta), unite probabilmente in un'unica sede, in seguito confluita nella diocesi di Burgos.
All'epoca del vescovo Jimeno II (1072-1082) la sede dei vescovi fu traslata nella chiesa di Santa Maria di Gamonal, nei pressi della città di Burgos. Il trasferimento fu solennemente sancito dal re Alfonso VI di León con un diploma datato 1º maggio 1075. In seguito, verso la fine del 1081, fu nuovamente spostata all'interno della città nella chiesa di Santa Maria, dove oggi si trova la cattedrale; il re aveva donato a Jimeno II un palazzo attiguo alla chiesa come residenza vescovile. Il 14 marzo 1095 con la bolla Plurimas quondam, papa Urbano II confermò la traslazione della sede di Auca a Burgos, e poco più di un anno dopo, il 15 luglio 1096, con la bolla Postquam apud Nemausum il medesimo papa sottrasse la sede alla metropolia di Tarragona, cui fino ad allora era appartenuta, per renderla immediatamente soggetta alla Santa Sede.
Il concilio di Husillos del 1088 aveva stabilito i confini della diocesi Aucensis seu Burgensis. Vi si opposero i vescovi di Osma; ne scaturì una contesa che si concluse definitivamente solo durante il pontificato di papa Pasquale II negli anni 1109/1110.
Nel 1081, durante l'episcopato di Jimeno II, si celebrò a Burgos un sinodo nazionale nel quale, sotto l'impulso dei benedettini cluniacensi, fu abolito nella diocesi e in tutta la penisola iberica il rito mozarabico, in favore del rito romano. Altri due concili della Chiesa spagnola furono celebrati a Burgos nel 1117 e nel 1136.
Nel 1221 la cattedrale gotica sostituì la precedente cattedrale romanica, che era stata costruita a partire dal 1075. In questo periodo i vescovi di Burgos accrebbero il loro potere ed ebbero il privilegio di giudici di seconda istanza nelle cause civili e penali.
Per tutto il Medioevo Burgos è una tappa importante del cammino di Santiago, un crocevia di fede e di cultura.
Durante lo scisma d'Occidente, la Chiesa spagnola parteggiò per i papi d'Avignone. La figura più rilevante di questo periodo nella storia di Burgos fu il vescovo Paolo di Santa María (1415-1435), ebreo convertito, uno dei più ardenti difensori del papato avignonese.
Nel 1564 il cardinale Francisco Mendoza Bobadilla istituì il seminario diocesano, intitolato a San Girolamo, il primo di tutta la Spagna, ristrutturato e ingrandito durante gli episcopati di Cristóbal Vela Tavera (1580-1599) e di Fernando de la Puente y Primo de Rivera (1857-1867). Il seminario è stato eretto in università pontificia nel 1897.
Il 22 ottobre 1574 la diocesi di Burgos è stata elevata al rango di arcidiocesi metropolitana con la bolla Universis orbis di papa Gregorio XIII. La provincia ecclesiastica era inizialmente costituita dalle diocesi di Pamplona e di Calahorra e La Calzada, a cui in seguito si aggiunsero Palencia, Santander (1754) e Tudela (1783). Il primo concilio provinciale fu tuttavia celebrato solo nel 1898.
Nella seconda metà del XVIII secolo si distinse in modo particolare l'arcivescovo José Javier Rodríguez Arellano (1764-1791): fu simpatizzante del giansenismo e acerrimo oppositore dei gesuiti, di cui favorì la loro espulsione.
Il concordato tra Spagna e Santa Sede del 1851 attribuì alla provincia ecclesiastica di Burgos, oltre alle precedenti diocesi di Palencia, Santander e Calahorra e La Calzada, anche quelle di León, Osma e Vitoria. Quest'ultima diocesi tuttavia, pur prevista dal concordato, fu eretta solo 10 anni dopo.
Il 17 ottobre 1954 e il 22 novembre 1955, con due distinti decreti della Congregazione concistoriale, sono stati rivisti i confini dell'arcidiocesi per farli coincidere con quelli della provincia civile, in applicazione del concordato tra la Santa Sede e il governo spagnolo del 1953. L'arcidiocesi di Burgos ha ceduto gli arcipresbiterati di Reinosa, Santa Cruz, Valdeprado e La Rasa alla diocesi di Santander, quelli di Canales, Ezcaray e Treviana alla diocesi di Calahorra e La Calzada, 68 parrocchie alla diocesi di Palencia e la parrocchia di Montenegro de Cameros alla diocesi di Osma. Contestualmente si è ampliata con 94 parrocchie dalla diocesi di Osma, 10 dalla diocesi di Calahorra e La Calzada, altre 4 dalla diocesi di Segovia e il territorio di Hinojal de Pisuerga dalla diocesi di Palencia.

## Cronotassi dei vescovi
Si omettono i periodi di sede vacante non superiori ai 2 anni o non storicamente accertati.

### Sede di Oca
- Asterio † (prima del 589 - dopo il 601)[5][35]
- Amanzio (o Amanungo) † (prima del 636 - dopo il 638)[5]
- Litorio † (menzionato nel 653)[5][36]
- Stercorio † (prima del 683 - dopo il 688)[5]
- Costantino † (menzionato nel 693)[5]
- Valentín ? † (menzionato nel 759)[37]
- Oveco ? † (prima dell'853 - dopo l'878)[37]
- Sancho ? † (prima dell'863 - dopo l'869)[37]
- Fredulfo ? † (prima dell'894 - dopo il 906)[37]
- Natales ? † (prima del 916 ? - dopo novembre 927)[37]
- Sebastián ? † (prima di febbraio 929 - dopo il 937)[37]
- Gutier ? † (menzionato nel 942)[37]
- Vicente ? † (prima del 945 - dopo il 951)[37]
- Velasco ? † (prima del 959 - dopo il 975)[37]
- Lucidio ? † (menzionato nel 978)[37]
- Godesteo ? † (menzionato nel 992)[38]
- Pedro † (prima del 1003 - dopo il 1024)[39]
- Julián † (prima di dicembre 1028 - dopo dicembre 1041)[40]
- Sant'Atón † (prima di novembre 1034 - circa 1044 deceduto)[13]

### Sede di Burgos
- Gómez I † (prima di marzo 1042 - circa 1058/1059 dimesso)[41]
- Jimeno I (o Simeón) † (prima di novembre 1059 - dopo marzo 1068 dimesso o deposto)[42]
- Jimeno II (o Simeón) † (prima di dicembre 1072 - 17 marzo 1082 deceduto)[43]
- Gómez II † (1082 - 5 febbraio 1097 deceduto)
- García Aznárez † (1097 - 4 ottobre 1114 deceduto)
- Pascual † (1115 - 13 ottobre 1118 deceduto)
- Simeón II † (1118 - 14 ottobre 1139 deceduto)
- Pedro Domínguez † (novembre 1139 - 24 giugno 1146 deceduto)
- Víctor † (novembre 1146 - dopo il 2 ottobre 1156)
- Pedro Pérez † (1157 - dopo il 14 maggio 1181 deceduto)
- Marino Maté † (1181 - 30 settembre 1200 deceduto)
- Mateo † (31 dicembre 1200 - 29 settembre 1202 deceduto)
- Fernando González † (18 agosto 1203 - 1205 deceduto)
- García Martínez de Contreras † (1206 - 8 marzo 1211 deceduto)
- Juan Maté † (novembre 1211 - 18 luglio 1212 deceduto)
- Mauricio † (1213 - 12 ottobre 1238 deceduto)
- Juan Dominguez de Medina † (29 maggio 1240 - 1º ottobre 1246 deceduto)
- Aparicio † (1247 - 21 luglio 1257 deceduto)
- Mateo II Rinal † (18 dicembre 1257 - 2 ottobre 1259 deceduto)
- Martín González † (17 aprile 1260 - 12 dicembre 1267)
- Juan de Villahoz † (13 luglio 1268 - 28 agosto 1269 deceduto)
- Gonzalo García Gudiel † (27 settembre 1275 - 3 maggio 1280 nominato arcivescovo di Toledo)
- Fernando, O.F.M. † (21 maggio 1280 - 12 novembre 1299 deceduto)
- Pedro Rodríguez † (13 giugno 1300 - 15 dicembre 1302 creato cardinale vescovo di Sabina)
  - Pedro Rodríguez † (17 dicembre 1302 - 7 agosto 1303 dimesso) (amministratore apostolico)
- Pedro Rodríguez Quijada † (7 agosto 1303 - 14 maggio 1313 deceduto)
- Gonzalo de Hinojosa † (12 luglio 1313 - 15 maggio 1327 deceduto)
- García de Torres Sotoscueva † (21 agosto 1327 - 24 agosto 1348 deceduto)
- Pedro † (17 settembre 1348 - ? deceduto)
- Lope de Fontecha † (8 giugno 1351 - 12 ottobre 1351 deceduto)
- Juan Sánchez de las Roelas † (13 febbraio 1352 - ?)
- Juan † (18 giugno 1361 - ? deceduto)
- Fernando de Vargas † (6 aprile 1362 - 1365 deceduto)
- Domingo de Arroyuelo † (7 ottobre 1366 - dopo il 2 ottobre 1380)
- Juan García Manrique † (20 agosto 1381 - 11 agosto 1382 nominato arcivescovo di Santiago di Compostela)
- Gonzalo de Mena y Roelas † (11 agosto 1382 - 28 gennaio 1394 nominato arcivescovo di Siviglia)
- Juan de Villacreces † (28 gennaio 1394 - 1403 deceduto)
- Juan Cabeza de Vaca † (14 marzo 1407 - 1412 deceduto)
- Alfonso de Illescas † (23 febbraio 1413 - 1414 deceduto)
- Paolo di Santa María † (18 dicembre 1415 - 6 luglio 1435 dimesso)
- Alfonso de Cartagena † (6 luglio 1435 - 22 luglio 1456 deceduto)
- Luis de Acuña y Osorio † (12 novembre 1456 - 14 settembre 1495 deceduto)
- Pascual de Ampudia, O.P. † (27 gennaio 1496 - 19 luglio 1512 deceduto)
  - Jaime Serra i Cau † (28 luglio 1512 - 5 luglio 1514 dimesso) (amministratore apostolico)
- Juan Rodríguez de Fonseca † (5 luglio 1514 - 12 novembre 1524 deceduto)
- Antonio de Rojas Manrique † (3 luglio 1525 - 27 giugno 1527 deceduto)
- Íñigo López de Mendoza y Zúñiga † (2 marzo 1529 - 15 gennaio 1537 deceduto)
- Juan Álvarez y Alva de Toledo, O.P. † (11 aprile 1537 - 27 giugno 1550 nominato arcivescovo di Santiago di Compostela)
- Francisco Mendoza Bobadilla † (27 giugno 1550 - 28 novembre 1566 deceduto)
- Francisco Pacheco de Villena † (8 agosto 1567 - 23 agosto 1579 deceduto)
- Cristóbal Vela Tavera † (27 maggio 1580 - 21 novembre 1599 deceduto)
- Antonio Zapata y Cisneros † (11 settembre 1600 - 1604 dimesso)
- Alfonso Manrique † (20 ottobre 1604 - 27 settembre 1612 deceduto)
- Fernando Acevedo González † (2 giugno 1613 - 2 febbraio 1629 deceduto)
- José González Díez, O.P. † (12 agosto 1630 - 28 marzo 1631 deceduto)
- Fernando de Andrade y Sotomayor † (10 novembre 1631 - 10 settembre 1640 nominato vescovo di Sigüenza)
- Francisco de Manso Zúñiga y Sola † (8 ottobre 1640 - 27 dicembre 1655 deceduto)
- Juan Pérez Delgado † (15 gennaio 1657 - luglio 1657 deceduto)
- Antonio Paiño Sevilla † (25 febbraio 1658 - 4 giugno 1663 nominato arcivescovo di Siviglia)
- Diego de Tejada y la Guardia † (26 novembre 1663 - 13 luglio 1664 deceduto)[44]
- Enrique de Peralta y Cárdenas † (13 aprile 1665 - 20 novembre 1679 deceduto)
- Juan de Isla † (23 settembre 1680 - 16 settembre 1701 deceduto)
- Francisco Antonio de Borja-Centelles y Ponce de Léon † (3 aprile 1702 - 4 aprile 1702 deceduto)
- Fernando Manuel de Mejía † (15 gennaio 1703 - 15 settembre 1704 deceduto)
- Manuel Francisco Navarrete y Ladrón de Guevara † (18 maggio 1705 - 11 agosto 1723 deceduto)
- Lucas Conejero Molina † (26 giugno 1724 - 22 marzo 1728 deceduto)
- Manuel Samaniego Jaca † (20 settembre 1728 - 29 aprile 1741 dimesso)
- Diego Felipe Perea Magdaleno † (29 maggio 1741 - 25 febbraio 1744 deceduto)
- Pedro de la Cuadra Achica † (7 settembre 1744 - 19 settembre 1750 deceduto)
- Juan Francisco Guillén † (15 marzo 1751 - 7 aprile 1757 deceduto)
- Onésimo Salamanca Zaldívar † (19 dicembre 1757 - 14 gennaio 1761 deceduto)
- Francisco Díaz Santos y Bullón † (17 agosto 1761 - 17 febbraio 1764 deceduto)
- José Javier Rodríguez Arellano † (20 agosto 1764 - 1º giugno 1791 deceduto)
- Juan Antonio de los Tueros † (19 dicembre 1791 - 22 settembre 1797 deceduto)
- Ramón José de Arce † (18 dicembre 1797 - 20 luglio 1801 nominato arcivescovo di Saragozza)
- Manuel Cid Monroy † (29 marzo 1802 - 8 novembre 1822 deceduto)
- Rafael Manuel José Benito de Vélez Téllez, O.F.M.Cap. † (30 maggio 1824 - 29 ottobre 1824 nominato arcivescovo di Santiago di Compostela)
- Ildefonso Cañedo Vigil † (1º marzo 1825 - 21 settembre 1829 deceduto)
- Joaquín López Sicilia † (15 marzo 1830 - 22 settembre 1831 nominato arcivescovo di Valencia)
- Ignacio Ribes Mayor † (23 novembre 1831 - 31 ottobre 1840 deceduto)
  - Sede vacante (1840-1847)
- Ramón Montero † (4 ottobre 1847 - 30 marzo 1848 deceduto)
- Cirilo de Alameda y Brea, O.F.M. † (20 aprile 1849 - 3 agosto 1857 nominato arcivescovo di Toledo)
- Fernando de la Puente y Primo de Rivera † (27 settembre 1857 - 20 marzo 1867 deceduto)
- Anastasio Rodrigo Yusto † (26 settembre 1867 - 30 aprile 1882 deceduto)
- Saturnino Fernández de Castro y de la Cotera † (15 marzo 1883 - 26 aprile 1886 deceduto)
- Manuel Gómez-Salazar y Lucio-Villegas † (10 giugno 1886 - 14 giugno 1893 deceduto)
- Gregorio María Aguirre y García, O.F.M. † (21 maggio 1894 - 29 aprile 1909 nominato arcivescovo di Toledo)
- Benito Murúa y López † (29 aprile 1909 - 28 ottobre 1912 deceduto)
- José Cadena y Eleta † (18 luglio 1913 - 6 giugno 1918 deceduto)
- Juan Benlloch y Vivó † (7 gennaio 1919 - 14 febbraio 1926 deceduto)
- Pedro Segura y Sáenz † (20 dicembre 1926 - 19 dicembre 1927 nominato arcivescovo di Toledo)
- Manuel de Castro y Alonso † (21 maggio 1928 - 3 settembre 1944 deceduto)
- Luciano Pérez Platero † (9 dicembre 1944 - 14 giugno 1963 deceduto)
- Segundo García de Sierra y Méndez † (7 febbraio 1964 - 19 ottobre 1983 ritirato)
- Teodoro Cardenal Fernández † (19 ottobre 1983 - 30 ottobre 1992 ritirato)
- Santiago Martínez Acebes † (30 ottobre 1992 - 28 marzo 2002 ritirato)
- Francisco Gil Hellín (28 marzo 2002 - 30 ottobre 2015 ritirato)
- Fidel Herráez Vegas (30 ottobre 2015 - 6 ottobre 2020 ritirato)
- Mario Iceta Gavicagogeascoa, dal 6 ottobre 2020

## Statistiche
L'arcidiocesi nel 2022 su una popolazione di 350.139 persone contava 287.144 battezzati, corrispondenti all'82,0% del totale.
| anno | popolazione | popolazione | popolazione | presbiteri | presbiteri | presbiteri | presbiteri                | diaconi | religiosi | religiosi | parrocchie |
| anno | battezzati  | totale      | %           | numero     | secolari   | regolari   | battezzati per presbitero | diaconi | uomini    | donne     | parrocchie |
| ---- | ----------- | ----------- | ----------- | ---------- | ---------- | ---------- | ------------------------- | ------- | --------- | --------- | ---------- |
| 1950 | 581.090     | 581.097     | 100,0       | 886        | 708        | 178        | 655                       |         | 708       | 1.130     | 1.091      |
| 1959 | 400.125     | 400.130     | 100,0       | 953        | 668        | 285        | 419                       |         | 928       | 1.315     | 990        |
| 1969 | 357.356     | 357.368     | 100,0       | 939        | 698        | 241        | 380                       |         | 774       | 1.835     | 441        |
| 1978 | 338.219     | 339.053     | 99,8        | 770        | 568        | 202        | 439                       |         | 570       | 1.549     | 998        |
| 1990 | 336.206     | 355.287     | 94,6        | 695        | 495        | 200        | 483                       |         | 575       | 1.469     | 996        |
| 1999 | 334.200     | 345.430     | 96,7        | 606        | 455        | 151        | 551                       |         | 382       | 1.255     | 999        |
| 2000 | 334.178     | 345.872     | 96,6        | 601        | 454        | 147        | 556                       |         | 367       | 1.087     | 999        |
| 2001 | 336.000     | 343.722     | 97,8        | 601        | 445        | 156        | 559                       | 1       | 396       | 1.249     | 999        |
| 2002 | 335.743     | 349.722     | 96,0        | 603        | 441        | 162        | 556                       | 1       | 416       | 1.261     | 999        |
| 2003 | 335.743     | 349.722     | 96,0        | 582        | 431        | 151        | 576                       |         | 365       | 1.227     | 1.001      |
| 2004 | 337.445     | 355.205     | 95,0        | 577        | 431        | 146        | 584                       |         | 332       | 1.264     | 1.001      |
| 2006 | 339.360     | 361.021     | 94,0        | 576        | 419        | 157        | 589                       |         | 401       | 1.301     | 1.001      |
| 2012 | 339.185     | 375.563     | 90,3        | 538        | 385        | 153        | 630                       |         | 320       | 1.176     | 1.003      |
| 2015 | 321.537     | 365.382     | 88,0        | 510        | 367        | 143        | 630                       |         | 279       | 1.166     | 1.003      |
| 2018 | 315.191     | 358.171     | 88,0        | 502        | 354        | 148        | 627                       | 2       | 264       | 1.085     | 1.003      |
| 2020 | 318.500     | 356.720     | 89,3        | 486        | 355        | 131        | 655                       | 2       | 265       | 1.012     | 1.003      |
| 2022 | 287.144     | 350.139     | 82,0        | 424        | 316        | 108        | 677                       | 2       | 223       | 918       | 1.003      |